# 지베르니의 화가의 정원
지베르니의 화가의 정원(프랑스어: Le Jardin de l'artiste à Giverny)은 프랑스의 화가 클로드 모네가 1900년에 그린 유화화, 현재 파리의 오르세 미술관에 소장되어 있다.
이 작품은 프랑스 지베르니에 위치한 모네의 자택에 있던 정원을 그린 수많은 작품 가운데 하나다. 대각선으로 길이 난 가운데 화면 전체에 보라색과 분홍색의 다양한 색조의 붓꽃이 줄지어 있는 모습을 보여주고 있다. 꽃밭 위로는 나무가 있으며, 빛이 비춰지며 색깔을 달리하고 있다. 나무 너머로는 모네의 집이 보인다.

## 상세
모네가 이 그림을 완성했을 당시의 나이는 60세였으며 엄청난 양의 작품을 남기고 있었다. 이 시기 모네는 유명 화가로서 엄청난 성공을 거두고 있었다. 이때까지 모네는 자신이 본 것을 한층 더 분석해 나갔는데 윌리엄 자이츠에 따르면 "소재와 감각과 그림 대상은 거의 동일해지는 시기"로 평가된다.
그림 속의 정원은 모네가 1883년 말부터 죽기 전까지 직접 만들고 가꾼 정원이다. 이 그림을 그린 1900년 모네는 두 가지 작품에 집중하고 있었다. 하나는 영국 런던의 템스강을 그린 연작이고, 다른 하나는 지베르니의 수생 정원을 그린 연작이었다. 그 중에는 수련을 그린 유명작이 다수 전해지며 모네의 대표작으로 꼽힌다.
모네의 후원자이자 주거래처였던 폴 뒤랑뤼엘은 수련 연작 12점을 포함한 모네의 최신작을 전시하였으며, 친구 르누아르의 그림 〈모스크 (아랍의 축제)〉를 구입하였다.
〈지베르니의 화가의 정원〉은 오르세 미술관의 수장품으로서 프랑스 국내는 물론 호주, 벨기에, 이탈리아, 일본, 미국, 스위스, 한국에 이르기까지 여러 국가에서 전시되었다. 2023년 스웨덴 스톡홀름 순회전에서는 환경단체에서 정부에 온실가스 배출 축소를 촉구하는 뜻에서 이 작품에 붉은 페인트를 칠하는 사건이 있었다.

## 관련 그림
- 모란 정원 (1887년)
- 지베르니의 화가의 정원 (1900)
- 꽃밭의 정원 (1900)

## 같이 보기
- 클로드 모네의 작품 목록
- 수련 연작